# Widok (województwo opolskie)
Widok – wieś w Polsce, położona w województwie opolskim, w powiecie głubczyckim, w gminie Głubczyce.
W latach 1975–1998 wieś administracyjnie należała do ówczesnego województwa opolskiego.
Leży na terenie Nadleśnictwa Prudnik (obręb Prudnik).